# ملعب زاكسن
ملعب زاكسن هو ملعب رياضي في ريزا، ألمانيا.
فُتِح في عام ٢٠٠٤. تحت صفقة رعاية كانت في الواقع حتى ٢٠١٢، كان اسمه «ملعب اردغاس». ٥، ٥٠٠ شخص يَستَطيعون أن يَجلُسوا فيه. يُستَعمَل اساسا للهوكي الجليد. يُستَعمَل لمسابقات تُديرها منظمة الدولي للرقص، وفي هؤلاء مسابقات، ممثلي من خمسين بلاد يُحاولون أن يكونوا «بطل العالم». هذه البطولة الرقص الرسمية فقط في العالم وتُطلَق عليها «أولمبية الرقص».
منذ عام 2015، يَستَضيف أيضا الدولي المفتوحة للخزافة.